# Stelis siamensis
Stelis siamensis är en biart som beskrevs av Heinrich Friese 1925. Stelis siamensis ingår i släktet pansarbin, och familjen buksamlarbin. Inga underarter finns listade i Catalogue of Life.